# Dromaius novaehollandiae minor
L'emù di King Island o emù nero (Dromaius novaehollandiae minor Spencer, 1906) è una sottospecie estinta di emù vissuta sull'omonima isola, posta fra l'Australia e la Tasmania.
Se ne conosce l'esistenza attraverso il ritrovamento di ossa ed un esemplare impagliato.
Rispetto all'emù vero e proprio aveva un piumaggio più scuro e dimensioni molto minori (pesava circa la metà), che ne facevano il membro più piccolo del genere.
Fu scoperto nel 1802 durante una spedizione di Baudin. In quest'occasione, tre esemplari furono catturati e portati in Francia, dove vennero tenuti nel Jardin des Plantes. Vent'anni dopo, nel 1822, moriva l'ultimo esemplare in cattività della specie, che era già da tempo estinta in natura.
L'estinzione è stata probabilmente causata dalla caccia eccessiva e dalla distruzione dell'habitat da parte di incendi dolosi.